# Dekanat Pawłowice Śląskie
Dekanat Pawłowice Śląskie – jeden z 37 dekanatów katolickich w archidiecezji katowickiej. W jego skład wchodzą następujące parafie:
- Parafia Narodzenia NMP w Golasowicach
- Parafia św. Michała Archanioła w Krzyżowicach
- Parafia św. Jana Chrzciciela w Pawłowicach Śląskich
- Parafia Podwyższenia Krzyża Świętego w Pawłowicach Śląskich
- Parafia św. Katarzyny w Pielgrzymowicach
- Parafia Wniebowzięcia NMP w Studzionce
- Parafia św. Mikołaja w Warszowicach
- Parafia św. Jakuba Starszego Apostoła w Wiśle Małej